# Omul-leu
Figurina Omul-leu (germană Löwenmensch) este o sculptură preistorică din fildeș descoperită în peștera Hohlenstein-Stadel, Germania, în 1939. 
Figurina cu cap de leu este cea mai veche sculptură zoomorfă (în formă de animal) din lume și cel mai vechi exemplu de artă figurativă. Datarea cu carbon a stratului în care s-a găsit figurina a arătat o vârsta cuprinsă între 35.000 și 40.000 de ani și, prin urmare, este asociată cu cultura arheologică Aurignaciană a Paleoliticului superior. A fost sculptată în fildeș de mamut folosind un cuțit de piatră de silex. Pe brațul stâng sunt sculptate șapte brațe paralele, transversale.
După mai multe reconstrucții care au încorporat fragmente recent găsite, figurina ajunge la 31,1 cm înălțime, 5,6 cm lățime și 5,9 cm grosime. În prezent se află la Muzeul Ulm din Germania.

## Istoric

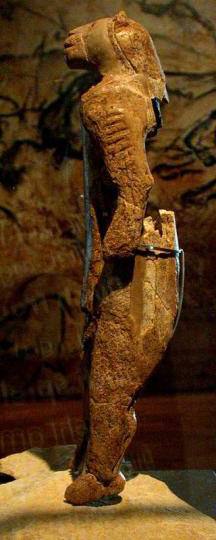
Fotografia din 2011 arată clar zgârieturile de pe brațul superior stâng, precum și faptul că lipseau un număr de piese.

Săpăturile sistematice din peștera Hohlenstein-Stadel au început în 1937 sub conducerea istoricului Robert Wetzel. Descoperirea unui fragment din figurina de fildeș de mamut a fost făcută la 25 august 1939 de geologul Otto Völzing. Începutul celui de-al Doilea Război Mondial doar o săptămână mai târziu, a lăsat munca de teren neterminată și analiza descoperirilor nu a fost efectuată. Șanțurile de excavare au fost umplute cu același sol în care a fost găsit fildeșul. 
Timp de aproximativ treizeci de ani, fragmentele au fost uitate la Muzeul din Ulm din apropiere. Abia în 1969, când arheologul Joachim Hahn a început inventarierea materialelor din muzeu, a fost recunoscută importanța celor 200 de fragmente, ele fiind asamblate în scurtă vreme. Continuarea săpăturilor pe șantier a dus la alte descoperiri de fildeș în anii '70. În 1982, paleontologul Elisabeta Schmid a combinat noile fragmente cu reconstrucția lui Hahn, corectând unele erori și adăugând bucăți de nas și gură care subliniau caracteristici feline figurinei.
În 1987, a început o restaurare cuprinzătoare în atelierele Landesmuseum Württemberg de către Ute Wolf în colaborare cu Schmid. Pe parcursul lucrărilor, care au durat mai mult de șase luni, s-a realizat că figurina era completă doar aproximativ două treimi. Spatele este grav afectat, iar picioarelor le lipsesc câteva lamele de fildeș. Urechile, orificiile ochilor, două treimi din gură și nas și partea din spate a capului s-au conservat. Pentru a umple golurile din cap și corp, a fost utilizată o substanță formată dintr-un amestec de ceară de albine, ceară artificială și cretă.
Din 2008, s-au efectuat mai multe săpături în peșteră. Toate straturile au fost cernute sistematic, ceea ce a dus la descoperirea unor fragmente minuscule. Primele noi ajustări au fost simulate practic astfel încât să poată fi adăugate fragmente fără a fi nevoie să se demonteze recreația inițială.
În 2012, a început o a doua restaurare în atelierele Oficiului de Stat pentru Conservarea Monumentelor Istorice din Esslingen, sub conducerea lui Nicole Ebinger-Rist. Figurina a fost dezasamblată în părțile sale individuale și s-au adăugat fragmente recent descoperite împreună cu cele vechi, permițând completarea suplimentară a zonelor capului, spatelui și părții drepte a corpului, iar adăugările artificiale utilizate în timpul primei restaurări au fost eliminate. Figurina Löwenmensch a crescut în înălțime de la 296 la 311 milimetri. Lucrările au fost finalizate la sfârșitul anului 2013.

## Interpretare
Inițial, figurina a fost clasificată drept bărbat de către Hahn, care a sugerat că o placă pe abdomen ar putea fi un penis flasc. Ulterior, Schmid a clasificat această trăsătură ca un triunghi pubian, și, din examinarea unor părți noi ale sculpturii, a stabilit că figurina era cea a unei femei cu capul unui „Höhlenlöwin” (leoaică de peșteră).
După restaurarea din 2012-2013, s-a realizat că triunghiul din zona genitală a fost prelucrat în jurul separării acesteia de figurină. Un punct de fractură sugerează că inițial ar fi putut avea formă pătrată. Deși o determinare obiectivă a genului figurinei Löwenmensch este imposibilă, dezbaterea continuă, cea mai comună interpretare a fragmentului fiind un organ sexual masculin stilizat.
Figurina Löwenmensch se afla într-o cameră aflată la aproape 30 de metri de intrarea peșterii Stadel și era însoțită de multe alte obiecte remarcabile. Au fost găsite unelte din os și coarne de cerb, alături de bijuterii constând din pandantive, margele și dinți perforți de animale. Camera era probabil un loc special, posibil folosit ca depozit sau ascunzătoare sau poate ca zonă pentru ritualurile cultice. 
O sculptură similară om cu cap leu, dar mai mică, a fost găsită împreună cu alte figurine animale și mai multe flauturi în Peștera Vogelherd situată în apropiere. Acest lucru duce la posibilitatea ca figurinele Löwenmensch să fie importante în mitologia oamenilor din Paleoliticul superior timpuriu. Arheologul Nicholas Conard a sugerat că cea de-a doua figură-leu „sprijină ipoteza conform căreia oamenii Aurignacieni ar fi putut practica șamanismul ... și că ar trebui să fie considerate o dovadă puternică pentru o comunicare complet simbolică și modernitate culturală”. 